# Mauleus maderensis
Mauleus maderensis är en stekelart som beskrevs av Graham 1981. Mauleus maderensis ingår i släktet Mauleus och familjen puppglanssteklar.
Artens utbredningsområde är Madeira. Inga underarter finns listade i Catalogue of Life.